# Meteor (Schiff, 1927)
Meteor war der letzte Name eines Berliner Fahrgastschiffes.

## Geschichte
Das Schiff wurde 1927 bei Ertel in Woltersdorf gebaut. Es erhielt den Namen Wolfgang und fuhr in seinen ersten Jahren für Hermann Zimmermann in Woltersdorf. Das mit einem Dieselmotor mit 75 PS ausgestattete Schiff war 24,28 Meter lang und 3,77 Meter breit. Es hatte einen Tiefgang von 0,7 Metern und war für die Beförderung von 140 Personen vorgesehen. Groggert bezeichnet es als viertes Schwesterschiff der drei Schiffe, die für die Reederei Hartwig fuhren: 1931 besaß Robert Hartwig in Grünheide „drei völlig gleiche, im sog. Löcknitzmaß gebaute Schiffe“, die die Namen Bruno, Gertrud I und Wodan trugen und ebenfalls jeweils 140 Personen befördern durften.
Laut Groggert wurde die Wolfgang im Laufe ihres Daseins zweimal umgebaut; er gibt allerdings nicht zu beiden Umbauten genaue Daten an.
Die Wolfgang war nach einem Enkel des ersten Besitzers Zimmermann benannt und behielt ihren Namen, als 1930 ein Eignerwechsel erfolgte: Das Schiff fuhr fortan für Kurt Hinze, der in der Königstraße 27 in Erkner ansässig war.
Hinze nutzte das Schiff, ohne den Namen zu verändern, bis in die Nachkriegszeit hinein. In der DDR erhielt die Wolfgang die Nationale Schiffskennung 3-081. Laut Uwe Gieslers Schiffsdatenbank wurde die Wolfgang schon 1949 in West-Berlin registriert und 1950 in Schlesien umbenannt. Anderes berichtet aber Kurt Groggert: Kurt Hinze sei am 15. Mai 1953 mit der Wolfgang und der Motorschute Havel aus dem Ostteil Berlins vom Osthafen her durch die obere Schleuse des Landwehrkanals  gelangt, nach Kreuzberg gefahren und habe sich im Westteil der Stadt niedergelassen, wo er 1955 seine Flotte durch das Motorschiff Dorothee, das dann zur Rheinpfalz umgebaut wurde, erweitert habe.
Einige Jahre später, 1961, wurde auch Hinzes Wolfgang umgebaut, und zwar auf der Wiese-Werft in Spandau. Infolgedessen erhöhte sich die Zahl der zugelassenen Fahrgäste auf 300. Das Schiff war nach diesem Umbau 28,28 Meter lang und laut Giesler und Benja 5,52 Meter, laut Groggert 5,12 Meter breit. Nach Groggerts Darstellung wurde erst nach diesem Umbau aus der einstigen Wolfgang die Schlesien; der Schiffsname sei, so Groggert, nach der Heimat des Reeders gewählt worden.
1970 wurde die Schlesien an die Reederei Haupt verkauft und in Alte Liebe umbenannt, 1975 folgte ein letzter Eignerwechsel. Das Schiff kam zur Stern und Kreisschiffahrt und erhielt den Namen Meteor. Die Meteor war laut Groggert bis 1978, laut Giesler bis 1984 im Dienst und wurde dann abgewrackt. Dies geschah laut Groggert im Januar 1984 in Zehlendorf.
Während Giesler angibt, die Meteor habe bis zuletzt ihren 75-PS-Motor behalten, berichtet Benja 1975 von einem 116-PS-Antrieb, der eine Geschwindigkeit von 16 km/h gestattet habe. Giesler gibt für die Zeit nach dem Umbau keine Daten mehr zum Tiefgang des Schiffes an, laut Benja hatte die Meteor 1975 einen Tiefgang von 1,40 Metern.